# Schizonycha salaama
Schizonycha salaama är en skalbaggsart som beskrevs av Brenske 1898. Schizonycha salaama ingår i släktet Schizonycha och familjen Melolonthidae. Inga underarter finns listade i Catalogue of Life.